# Roger Spink
Roger Kenneth Spink (Puerto Argentino/Stanley, diciembre de 1959) es un contador, empresario y político malvinense que se desempeña como Miembro de la Asamblea Legislativa del territorio británico de ultramar de las Islas Malvinas por la circunscripción electoral de Puerto Argentino/Stanley desde 2017.

## Biografía
En 1993 se incorporó a la empresa Falkland Islands Company, siendo su director y gerente general desde 2001. En 2006 también fue nombrado como Presidente de la Cámara de Comercio de las islas, retirándose de ambos cargos en 2016. En 2007 se convirtió en director de la asociación caritativa Falklands Conservation.